# DeLorean Alpha 5
La DeLorean Alpha 5 est un show-car de voiture de sport électrique, proche de la série, réalisé par le constructeur automobile américain DeLorean Motor Company en 2022.

## Présentation
La DeLorean Alpha 5 est dévoilée le 31 mai 2022. Elle est présentée au concours d'élégance de Pebble Beach en août 2022.
Elle annonce un modèle de série électrique 40 ans après le lancement de la DMC-12, star de la trilogie cinématographique Retour vers le futur. Cette dernière devait atteindre 88 mph pour se projeter dans le temps, et le constructeur indique (avec ironie) qu'il faut 4,35 s à l'Alpha 5 pour atteindre cette vitesse.

### Design
L'Alpha 5 fait référence à son aînée avec sa lunette arrière dotée de persiennes et ses portes papillon. Ce coupé est dessiné par Italdesign. Il reçoit une bande lumineuse sur toute sa largeur à l'arrière, et le logo DeLorean est aussi éclairé.